# Bahnhof Bad Harzburg
Der Bahnhof Bad Harzburg befindet sich in der niedersächsischen Stadt Bad Harzburg.
Der denkmalgeschützte Kopfbahnhof ist der südliche Endpunkt der 1841 fertig gestellten Bahnstrecke Braunschweig–Bad Harzburg, die eine der ersten staatlich betriebene Eisenbahnstrecken Deutschlands ist. Der Bahnhof wird zusätzlich seit 1912 durch die traditionell „Harzhexenbahn“ genannte Bahnstrecke Bad Harzburg–Oker nach Westen angebunden. Eine Besonderheit des Bahnhofs ist ihre überregional bekannte und bis 2023 betrieblich genutzte markante Signalbrücke nordwestlich der Bahnsteige.
Seit der Stilllegung des Bahnhofs Harlingerode im Jahr 1987 ist die Anlage die einzige Zugangsstelle zum Schienenpersonennahverkehr in der Stadt Bad Harzburg. Bis 1945 mündete hier aus Osten eine Bahnstrecke nach Ilsenburg. Diese wurde Ende 1973 stillgelegt und aus Effizienzgründen nach der Wiedervereinigung durch die Bahnstrecke Ilsenburg–Vienenburg ersetzt.

## Lage
Der Bahnhof befindet sich nördlich der Harzburger Innenstadt. Die Bahnhofsgleise verlaufen in nordwest-südöstlicher Richtung. Die Anlage wird im Süden durch die Dr.-Heinrich-Jasper-Straße/Herzog-Julius-Straße (Landesstraße 501) begrenzt, im Osten und Norden von der Straße Am Güterbahnhof und im Westen von der Badestraße.

## Geschichte

### Planung und Bau des Bahnhofs bis 1843
Am 5. August 1835 genehmigte das Herzogliche Staatsministerium in Braunschweig den Bau einer Bahn von Braunschweig über Wolfenbüttel nach Neustadt-Schulenrode, so hieß Bad Harzburg zur damaligen Zeit. Aber erst am 13. November 1837 schloss das Herzogtum Braunschweig mit dem Königreich Hannover einen Staatsvertrag über den endgültigen Verlauf der Trasse ab, da Preußisches Staatsgebiet berührt wurde. Die Initiative ging vom Braunschweiger Geheimen Legionsrat Philipp August von Amsberg aus. Der Verlauf der Strecke wurde in mehreren Teilabschnitten eröffnet, davon der erste von Braunschweig nach Wolfenbüttel am 1. Dezember 1838, danach ging es bis zum 22. August 1840 weiter bis Schladen. Hier mussten die Reisenden in Pferdekutschen umsteigen. Der letzte Teilabschnitt nach Harzburg ging am 31. Oktober 1841 in Betrieb.
Da die damals eingesetzten Lokomotiven konnten die Steigung (Neigung 1:49) zwischen dem Bahnhof Vienenburg und dem südlichen Endbahnhof zunächst nicht bewältigen. Darum setzte die Herzoglich Braunschweigische Staatseisenbahn auf diesem Abschnitt Pferde als Vorspann ein. Die Umstellung der Rampe nach Harzburg auf Dampfbetrieb erfolgte zum 8. November 1843.

### Bau der Verbindung Ilsenburg–Bad Harzburg bis 1894
Nach dem Anschluss Wernigerodes an das Eisenbahnnetz im Jahr 1872 kamen Pläne für eine Verbindung von dort über Ilsenburg nach Harzburg auf. Dem Initiator des Vorhabens, Graf Otto zu Stolberg-Wernigerode, gelang vorerst der Anschluss von Halberstadt nach Wernigerode, 1884 folgte die Fortsetzung der Strecke nach Ilsenburg. Für den Lückenschluss zwischen Ilsenburg und Harzburg machten sich dann vor allem die anliegenden Hoteliers, mit Verweis auf den Fremdenverkehr in der Region, stark. Der Preußische Landtag billigte das Vorhaben 1890, woraufhin die zuständige Königliche Eisenbahndirektion (KED) Magdeburg verschiedene Trassierungsvarianten untersuchte.
Anfänglich war eine direkte Führung über Abbenrode vorgesehen, die anliegenden Grundstücksbesitzer wollten jedoch ihr Land nicht verkaufen. Eine alternative Streckenführung mit einem Tunnel durch den Butterberg scheiterte an den hohen Kosten. In beiden Fällen wäre der Harzburger Bahnhof als Durchgangsbahnhof gebaut worden. Die dritte von der KED Magdeburg erwogene Variante wäre eine Verbindung nördlich des Schimmerwaldes gewesen. Da diese jedoch den Weg unnötig verlängert und die Kosten nur geringfügig gegenüber der Tunnelvariante gesenkt hätte, wurde auch sie abgelehnt. Der Kompromiss sah letztendlich eine Führung durch den Schimmerwald und die Anbindung der Bahn von Norden her vor. Die Strecke wies ein stärkeres Gefälle gegenüber den anderen Varianten auf, war aber letztlich die kostengünstigste Variante. Das Herzogtum Braunschweig stimmte dem Vorhaben 1892 zu, woraufhin die Bauarbeiten begannen. Am 30. September 1894 wurde die Verbindung feierlich eingeweiht.
Der Bahnhof wies zu diesem Zeitpunkt noch einen anderen Aufbau auf. Der heutige Personenbahnhof umfasste zwei Bahnsteiggleise und ein mittleres Gleis zum Umsetzen; alle drei Gleise waren über eine 12,6-Meter-Drehscheibe miteinander verbunden. Am Kopfende gab es eine Gastwirtschaft, das Empfangsgebäude stand daran angeschlossen längs zu den Gleisen. Östlich davon war ein weiterer Bahnsteig mit einer Eilgutrampe. Eine weitere Drehscheibe befand sich auf dem Güterbahnhof. Dem Personenbahnhof vorgelagert war die Lokstation. Die Anlagen erstreckten sich westlich der Gleise und umfassten einen zweigleisigen Rechteckschuppen, einen Wasserturm und eine kleine Werkstatt. Der Bahnhof verfügte ferner über ein Stellwerk am Nordkopf und zwei Wärterstellbuden. Diese befanden sich westlich der Einfahrt des Güterbahnhofs und in Höhe der Eilgutrampe. Der Wasserturm und der Lokschuppen wurden mit dem Bau der Strecke aus Ilsenburg 1894 errichtet.

### 20. Jahrhundert

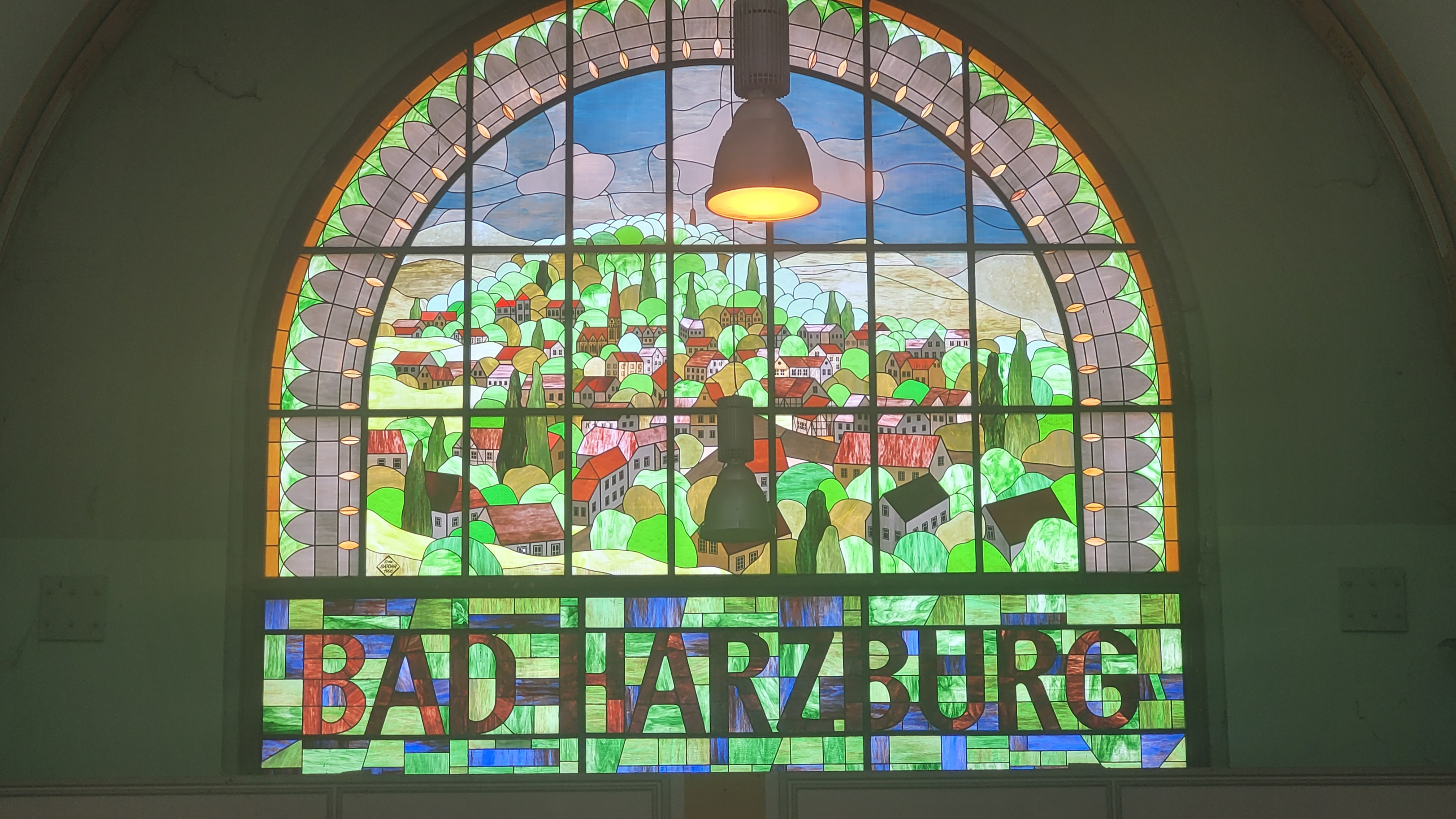
Bleiglasfenster am Empfangsgebäude mit Ansicht von Bad Harzburg (Ostfenster), 2021

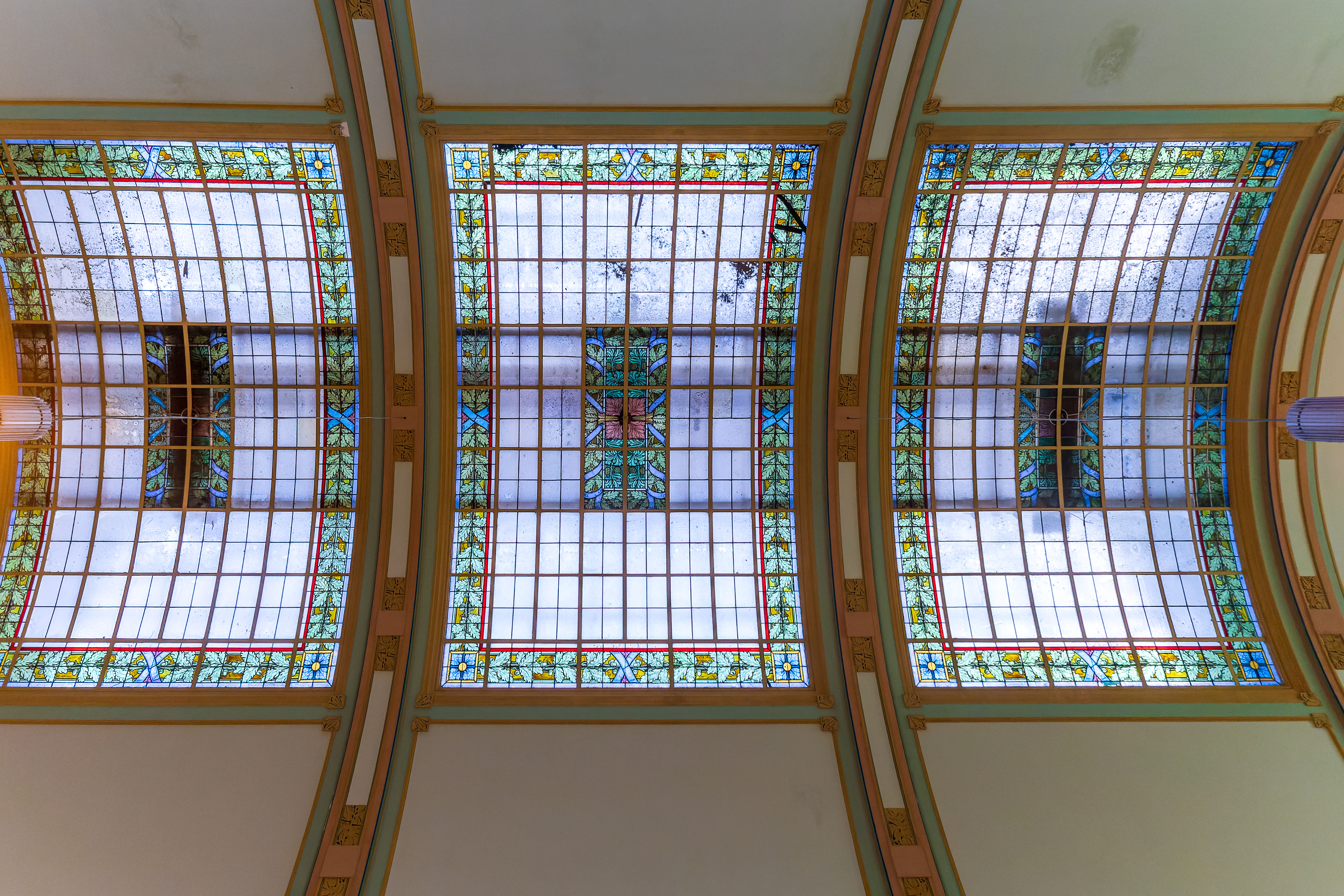
Dachfenster im Empfangsgebäude (2023)

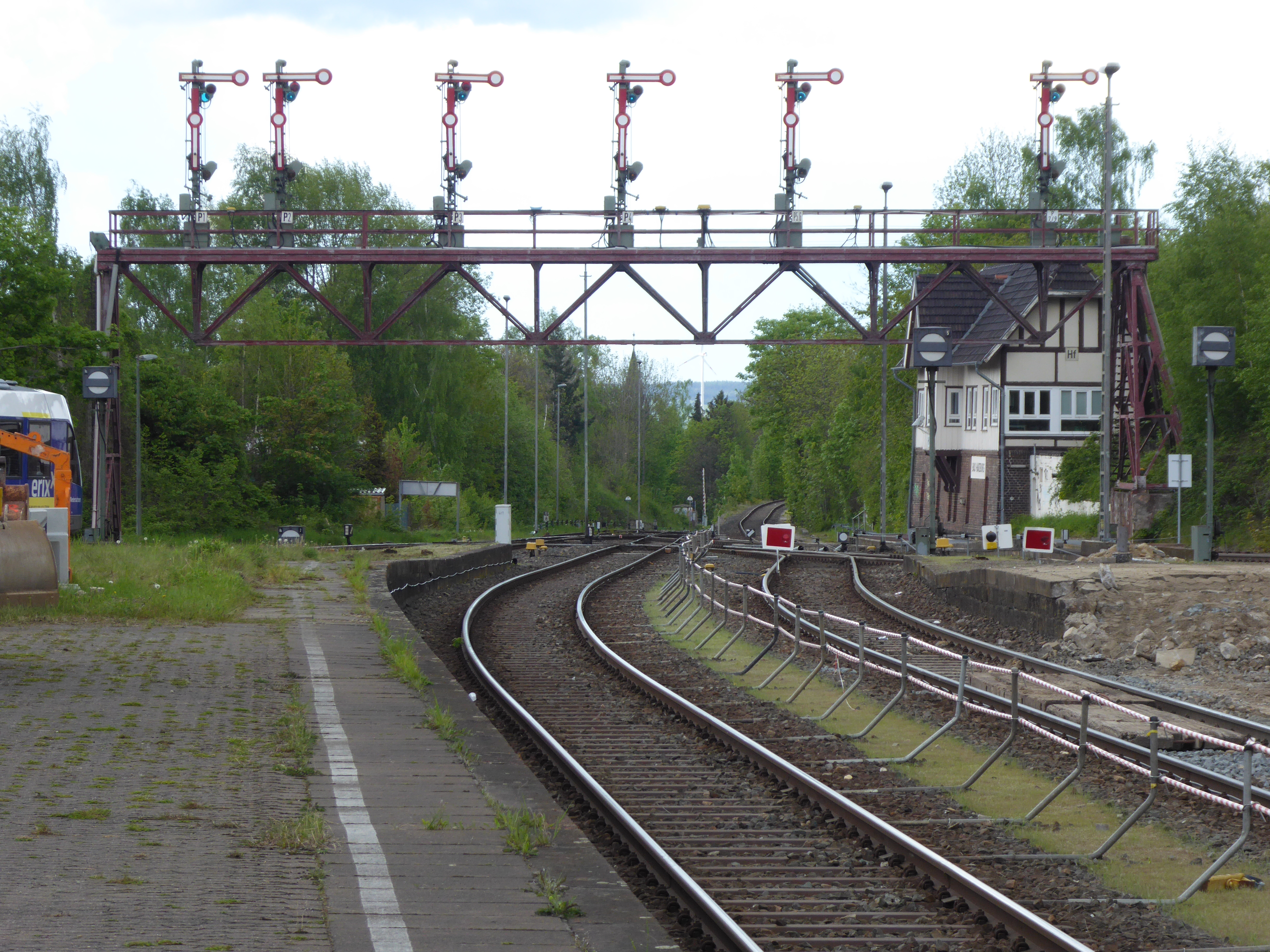
1905/06 errichtetes Stellwerk Hf und Signalbrücke (2017)

Zu Beginn des 20. Jahrhunderts kam es zu einem größeren Umbau der Bahnhofsanlage. Ausschlaggebend hierfür war der Bau der 1912 fertig gestellten Nebenbahn nach Oker. Bereits 1907 erhielt die Strecke nach Vienenburg das zweite Gleis. Der Personenbahnhof wurde mit drei Kopfbahnsteigen ausgestattet, daran angeschlossen entstand 1905 das neue Empfangsgebäude. Die beiden kleineren Drehscheiben wurden aufgegeben und durch eine 20-Meter-Drehscheibe in der Lokstation ersetzt. Zum Umsetzen dienten nun zwei handgestellte Weichenverbindungen zwischen den Bahnsteigen. Die Lokstation wurde ebenfalls erweitert. Das Stellwerk und die am Güterbahnhof gelegene Stellbude ersetzte die KED Magdeburg im gleichen Jahr durch ein neues mechanisches Stellwerk am Nordkopf. Dessen besonderes Merkmal ist die nach wie vor vorhandene Signalbrücke.
Während auf der Strecke von und nach Braunschweig vor allem Lokalverkehr stattfand, waren die Züge auf den 1894 und 1912 eröffneten Strecken vor allem im Ferienverkehr stark nachgefragt. Die von Halberstadt kommenden Züge wurden mit der Eröffnung der Strecke nach Oker 1912 meist bis Goslar durchgebunden. Der Sommerfahrplan 1914 verzeichnet 14 Zugpaare zuzüglich zweier Zugpaare in den Sommermonaten auf der Strecke nach Vienenburg/Braunschweig. Zwischen Halberstadt/Wernigerode, Bad Harzburg und Goslar verkehrten täglich sieben Zugpaare, hinzu kamen je vier Zugpaare von Bad Harzburg nach Halberstadt/Wernigerode und Goslar sowie ein werktägliches Zugpaar nach Goslar und diverse Ferienzüge. Die KED Magdeburg beabsichtigte daher den zweigleisigen Ausbau zwischen Ilsenburg und Bad Harzburg. Das Vorhaben unterblieb wegen des Ersten Weltkrieges und wurde nach Kriegsende nicht umgesetzt.
In den 1920er Jahren wurde die Drehscheibe auf 23,6 Meter Durchmesser vergrößert. Etwa zeitgleich erhielten die Bahnsteige B und C eine Überdachung. Das Angebot entwickelte sich bis in die 1930er Jahre ähnlich, die Zugzahlen waren vergleichbar mit denen von 1914. Während der Weltwirtschaftskrise brach jedoch der Ferienverkehr annähernd auf gleichem Niveau ein, wie auch während der Weltkriege. Neben den Nahverkehrszügen nach Braunschweig, Halberstadt und Goslar verkehrten im Sommer 1939 fünf Schnellzugpaare über Bad Harzburg. Diese waren direkte Verbindungen nach Berlin, Magdeburg, Halle (Saale), Hildesheim oder Hannover.
1942 baute die Deutsche Reichsbahn das zweite Streckengleis in Richtung Vienenburg ab. Der Bahnhof blieb während des Zweiten Weltkrieges lange von Kampfhandlungen verschont. Die Reichsbahn nutzte die Verbindung von Heudeber-Danstedt über Wernigerode und Bad Harzburg nach Goslar zu dieser Zeit bevorzugt für Umleiterverkehre. Die Ausläufer des Mittelgebirges sollten ausreichend Schutz vor Fliegerangriffen bieten, was sich gegen Kriegsende nicht bewahrheitete. Am 10. April 1945 erreichten US-amerikanische Soldaten Goslar, einen Tag darauf wurde Bad Harzburg befreit. Zeitgleich detonierte die sechs Kilometer entfernte Luftmunitionsanstalt Stapelburg nach einem Fliegerangriff. Die Druckwelle der Detonation war so stark, dass im Harzburger Bahnhof das Ostfenster zu Bruch ging. Es wurde 1986 in annäherndem Originalzustand wiederhergestellt.

### Nachkriegszeit

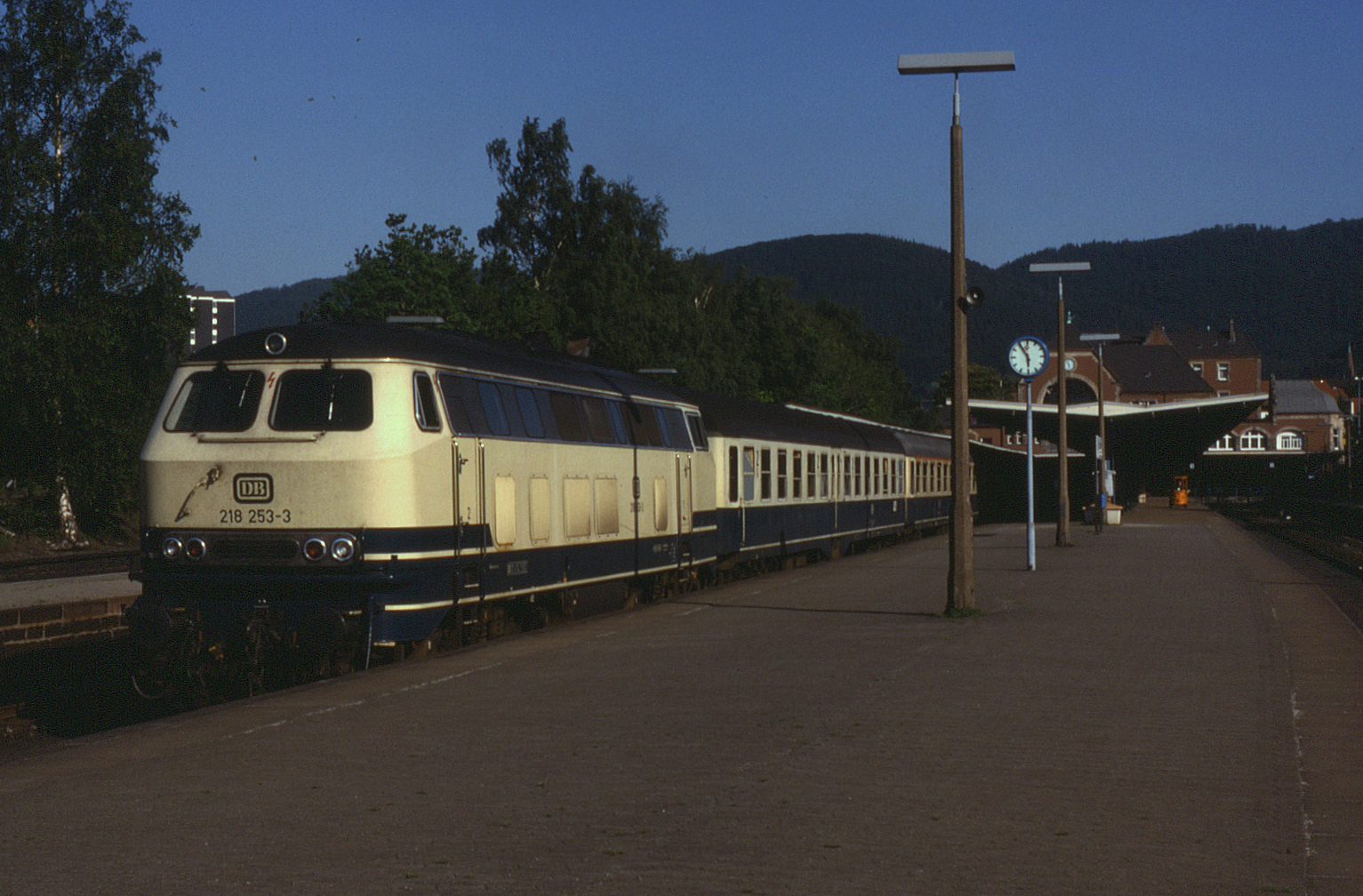
218 253 vor einem Personenzug an Gleis 4, 1989

Am 29. Mai 1945 zogen die US-Verbände ab, Bad Harzburg lag in der Britischen Besatzungszone. Ab dem 1. Juli 1945 kontrollierte die Rote Armee die Gebiete östlich von Bad Harzburg. Der durchgehende Verkehr von Bad Harzburg nach der Sowjetischen Besatzungszone wurde mit dem Einmarsch zunächst unterbrochen; 1946 verkehrten nach Absprache beider Besatzungsmächte noch vereinzelte Flüchtlingszüge über die Demarkationslinie. Nach 1946 war die Verbindung von Bad Harzburg über Eckertal weiter in Richtung Wernigerode und Halberstadt unterbrochen. Danach war der westliche Streckenteil auf den Abschnitt von Harzburg nach Eckertal reduziert. Die 1949 aus der Reichsbahn hervorgegangene Deutsche Bundesbahn wurde ab 1950 mit zwei werktäglichen Zugpaaren bedient, bis die Bundesbahn den Personenverkehr nach Eckertal zum 21. Mai 1955 einstellte. Der entfallene Schienenpersonenverkehr wurde von der Bundesbahn bis zum 27. September 1958 durch Busse im Schienenersatzverkehr kompensiert.
Der Güterverkehr nach Eckertal endete aufgrund einer Spurerweitung in den Kurven der Strecke am 11. Juni 1957. Bis zum Abbrand des Sägewerks im Jahr 1963 belieferte die Bundesbahn dieses im Schienenersatzverkehr. Ein etwa 225 Meter langes Reststück diente bis in die 1970er Jahre als Abstell- und Ausziehgleis.
Die Verbindungen nach Westen und Norden wurden hingegen ausgebaut, im Sommer 1950 bestanden so beispielsweise Schnellzugverbindungen nach Hannover und Düsseldorf und Kurswagen nach Bonn und Hoek van Holland.
In den 1970er Jahren gab die Bundesbahn die Lokstation in Bad Harzburg auf. Die noch vorhandenen Anlagen wurden Mitte der 1980er Jahre entfernt.
Nach der Wende beabsichtigte der in den Neuen Bundesländern gelegene Landkreis Wernigerode die Wiederherstellung der Verbindung von Bad Harzburg über Eckertal und Stapelburg Richtung Wernigerode. Da sowohl die Deutsche Bundesbahn als auch die Deutsche Reichsbahn eine durchgehende Verbindung von Halle nach Braunschweig und Hannover anstrebten, wäre in diesem Falle ein Fahrtrichtungswechsel in Bad Harzburg unumgänglich gewesen. Der Lückenschluss erfolgte daher weiter mit der Bahnstrecke Ilsenburg–Vienenburg nördlich bei Vienenburg, womit eine Direktverbindung über Goslar unter Umgehung des Kopfmachens in Bad Harzburg möglich wurde.
Im Jahr 1997 kam es zu einem größeren Rückbau der Güterverkehrsanlagen nordöstlich des Empfangsgebäudes (Gleise 21 bis 23 der ehemals für die Holz- und Steinverladung vorgesehenen Gleise).

### 21. Jahrhundert

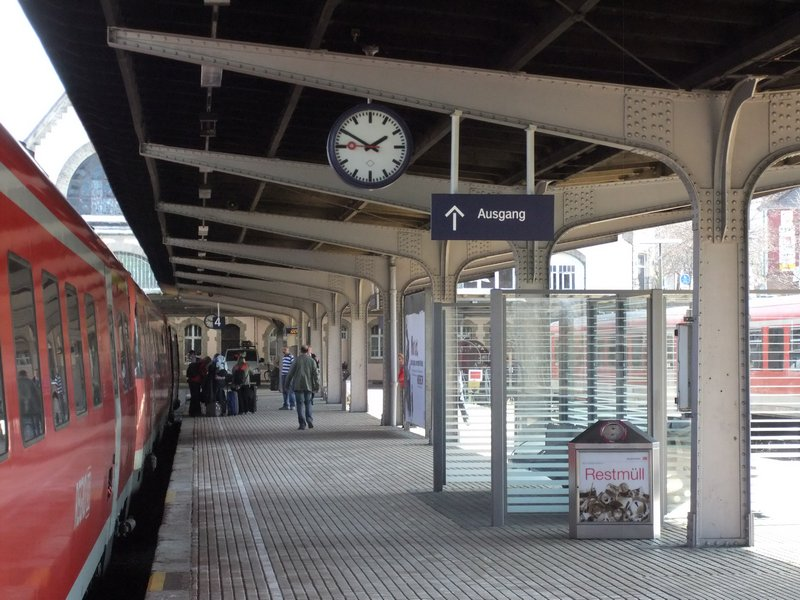
Regionalzug an Gleis 4, 2012

Der Güterschuppen nordöstlich des Empfangsgebäudes wurde im Februar 2001 abgerissen. DB Cargo beabsichtigte zu dieser Zeit die vollständige Aufgabe des Güterverkehrs, der nur noch einzelne Schotterzüge umfasste. Nachdem sich das Unternehmen 2002 zurückgezogen hatte, übernahm die EVB den Transport. Die Schotterverladung wurde im Folgejahr neu errichtet. Aufgrund dieser Entwicklungen sowie des schlechten Schienen- und Gleiszustandes im Bahnhof und auf der Bahnstrecke Bad Harzburg–Oker befürchteten Lokalpolitiker die Stilllegung des Bahnhofs Bad Harzburg und der Bahnstrecken Bad Harzburg–Oker und Vienenburg–Bad Harzburg.
2002 endete die Bedienung durch Interregios (einzelne Fahrten der Linie 17).
Der Bahnhof wurde in den 2000er Jahren als Endpunkt der geplanten, jedoch verworfenen RegioStadtBahn Braunschweig mit einer umstiegsfreien Verbindung von Bad Harzburg nach Uelzen diskutiert.
Der mit dem Sommerfahrplan eingeführte Harz-Express (RE 4) von Hannover über Goslar und Halberstadt nach Halle wurde zeitweise über Bad Harzburg geführt. Im Frühjahr 2012 gab die Landesnahverkehrsgesellschaft Niedersachsen bekannt, dass die Verbindung ab dem Fahrplanjahr 2015 zwischen Hannover und Goslar aufgegeben und der Zug direkt von Goslar nach Vienenburg geführt werden solle. Den Verkehr von Hannover nach Bad Harzburg werde dafür die in einem Stundentakt in gleicher Relation verkehrende Linie RE 10 übernehmen. Den Betrieb auf dieser Linie sowie der Regionalbahnlinien von Bad Harzburg nach Braunschweig übernahm zum Fahrplanwechsel am 12. Dezember 2014 Erixx, eine Tochtergesellschaft der Osthannoverschen Eisenbahn. Der Betrieb der beiden Linien Bad Harzburg–Kreiensen und Bad Harzburg–Göttingen blieb bei DB Regio.

#### Sanierung der Passagierabfertigung 2017

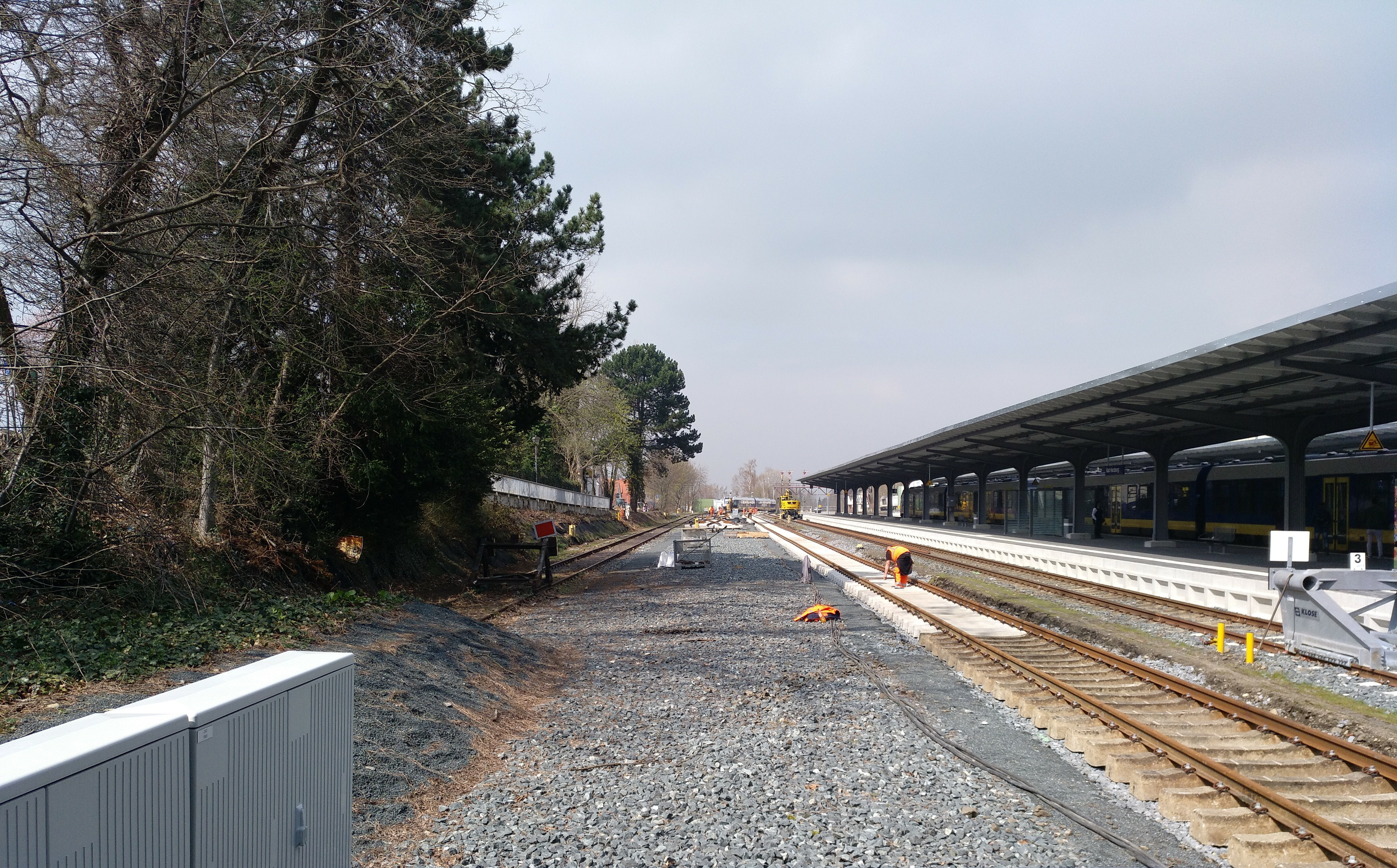
Gleisarbeiten, April 2018. Der Bahnsteig 1/2 wurde abgerissen, das Gleis 2 an diesem Tage erneuert.

Am 4. Dezember 2014 wurde im Bahngipfel in Hannover das Infrastrukturprogramm „Niedersachsen ist am Zug III“ (NiaZ3) beschlossen, das einen barrierefreien Umbau der ausgelosten Bahnhöfe bezweckt, darunter der Bahnhof Bad Harzburg. Im August 2016 stimmte der Ausschuss für Regionalverkehr des Zweckverbands Großraum Braunschweig der Aufnahme des Bahnhofs in die Tranche des Infrastrukturprogramms zu.
In einer früheren Planungsphase war zunächst ein Bau zweier neuer Mittelbahnsteige (Gleise 3/4 und 5/6) sowie ein Seitenbahnsteig als Ersatz für den westlichen Mittelbahnsteig 1/2 vorgesehen, so dass für den Personenverkehr insgesamt fünf Bahnsteigkanten (bei einem betrieblichen Mindestbedarf von drei) zur Verfügung gestanden hätten. Der Seitenbahnsteig wurde jedoch später verworfen und der historische, westliche Mittelbahnsteig ersatzlos zum Rückbau vorgesehen. Im Rahmen dieses Projektes wurden zwischen dem 10. April 2017 und 28. Juli 2017 die Mittelbahnsteige von vorher 76 cm auf 55 cm abgesenkt und die Steiglänge von 180 m auf 170 m gekürzt. Auf diesen Bahnsteigen wurde ein taktiles Leitsystem für Menschen mit Sehbehinderungen eingerichtet, zudem kam es zur Erneuerung der Wetterschutzhäuschen und Vitrinenbeleuchtung. In den Umbau wurden insgesamt (Stand: 2017) mehr als 3,8 Millionen Euro investiert. Der westliche Mittelbahnsteig wurde im April 2018 ohne Ersatz abgerissen.
Im Jahr 2023 stellte DB Netz die Signalisierung von Formsignalen auf Ks-Signale um und schloss den Bahnhof an das ESTW Göttingen an.

#### Zukunft
Bis 2030 soll der Bahnhof Bad Harzburg im Rahmen der „Teilnetz-Elektrifizierung Nordharz“ für den Betrieb von Akkumulatortriebwagen im Nahverkehr mitsamt der Strecken zu den Bahnhöfen Goslar und Vienenburg elektrifiziert werden. Die Entscheidung beruht auf einer Untersuchung des Regionalverbands Großraum Braunschweig aus dem Jahr 2023.
Für den Zeitraum ab 2030 soll die nach Kreiensen führende Regionalbahn weiter als RB 84 Bad Harzburg – Paderborn Hbf nach Nordrhein-Westfalen geführt werden.

## Verkehrsanbindung
| Linie                    | Linienverlauf                                                                          | Takt (min) | EVU           |
| ------------------------ | -------------------------------------------------------------------------------------- | ---------- | ------------- |
| RE 10                    | Bad Harzburg – Goslar – Salzgitter-Ringelheim – Hildesheim – Hannover                  | 060        | erixx         |
| RB 42                    | Bad Harzburg – Vienenburg – Schladen – Börßum – Wolfenbüttel – Braunschweig            | 060        | erixx         |
| RB 82                    | Bad Harzburg – Oker – Goslar – Langelsheim – Seesen – Kreiensen – Northeim – Göttingen | 120        | DB Regio Nord |
| RB 82                    | Bad Harzburg – Oker – Goslar – Langelsheim – Seesen – Bad Gandersheim – Kreiensen      | 120        | DB Regio Nord |
| Stand: 10. Dezember 2023 |                                                                                        |            |               |

Regionalbusverkehr:

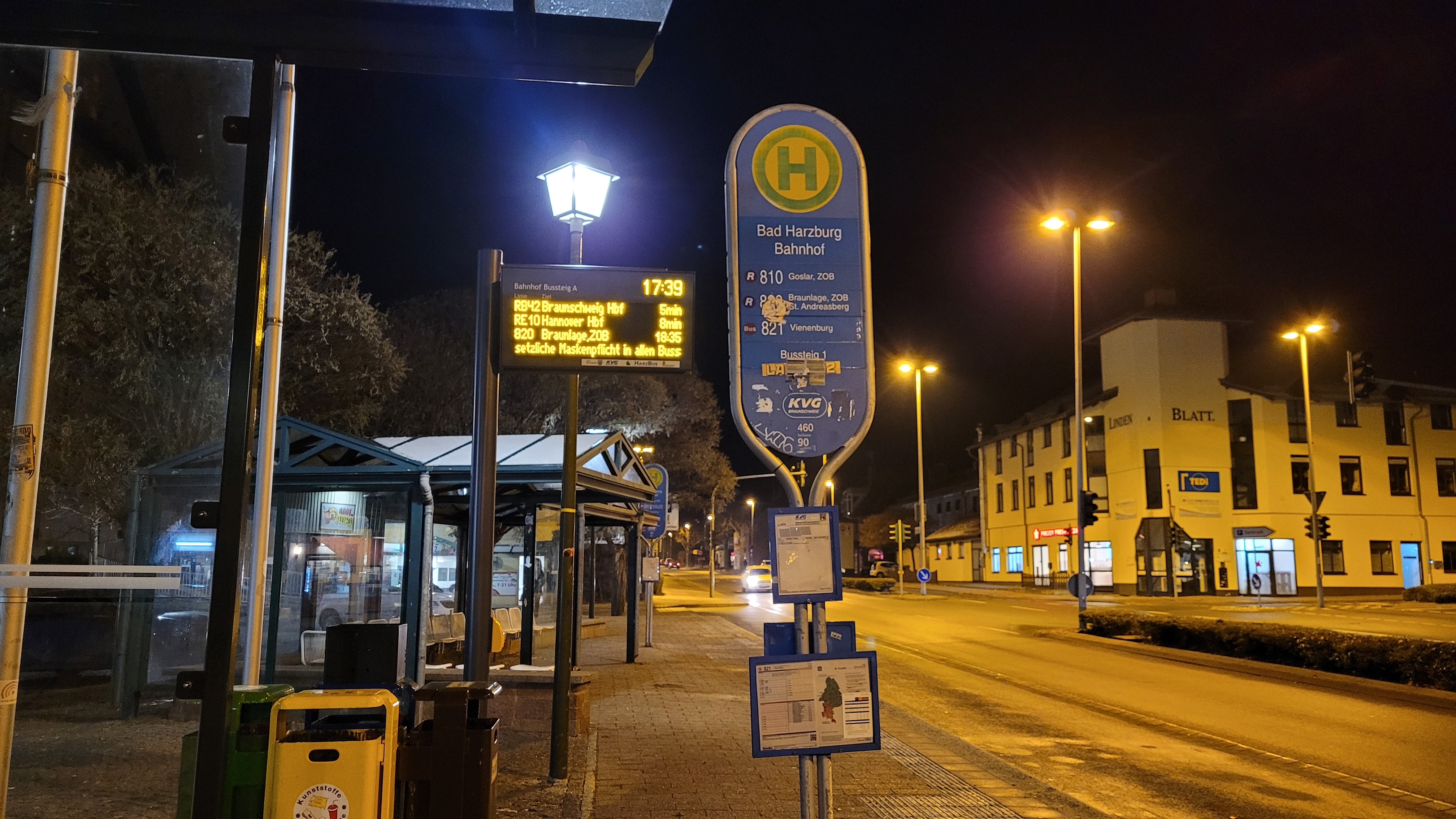
Dynamische Fahrgastinformation am Regionalbussteig mit Anzeige von Bahn- und Busverbindungen, 2022

- 820: Bad Harzburg – Torfhaus – Braunlage ZOB im Stundentakt, Weiterführung nach Sankt Andreasberg im Zweistundentakt (Anschluss an RE 10/RB 42)[32]
- 810: Bad Harzburg – Harlingerode/Göttingerode – Oker – Goslar ZOB, zwei parallele Stundentakte[33]
- 270: Bad Harzburg – Ilsenburg – Wernigerode Hbf, vereinzelte Fahrten[34]

Lokalverkehr:
- 871: Burgbergseilbahn – Bad Harzburg, Bahnhof – Bündheim – Schlewecke – Harlingerode, Stundentakt (Anschluss an RE 10/RB 42)[32]
- 873: Ringlinie Innenstadt Bad Harzburg, Halbstundentakt mit alternierender Route[32]
- 821: Bad Harzburg – Westerode – Bettingerode – Lochtum – Vienenburg, Zweistundentakt mit Verstärkerfahrten[33]

(Stand: 13. Januar 2023, Lokalverkehr unvollständig)

## Aufbau

### Gleisanlagen
Die Betriebsstelle ist an den VzG-Strecken 1901 (Braunschweig Hbf – Bad Harzburg) und 6425 (Bad Harzburg – Oker) gelegen. Der in der Nachkriegszeit bestehende Rest der Bahnstrecke Heudeber-Danstedt–Bad Harzburg bis nach Eckertal ist seit 1973 stillgelegt und wurde einige Jahre später bis auf wenige hundert Meter nordwestlich des Bahnhofs vollständig zurückgebaut. Sie führte vor Ende des Zweiten Weltkrieges über Ilsenburg und Wernigerode nach Heudeber-Danstedt.
Das Gleis 1 ist mittlerweile ein Anschlussgleis der Osthannoverschen Eisenbahnen (OHE), an dem sich zwei Diesel- und zwei AdBlue-Zapfsäulen, sowie zwei Ver- und Entsorgungsstationen für Zugtoiletten befinden. Die Anlage wurde im Auftrag der Erixx GmbH gebaut und an diese vermietet.
Der Güterbahnhof liegt östlich des Personenbahnhofs. Dieser verfügt seit dem letzten Umbau im Jahr 2003 über vier Ladegleise (Gleise 10–13).

### Bahnsteige
Die vier Hauptgleise des Personenbahnhofs (Gleise 3–6) befinden sich nordwestlich des Bahnhofsgebäudes. Sie sind (wie bei Kopfbahnhöfen üblich) Stumpfgleise. Zwei überdachte Mittelbahnsteige (Mitte: Steig 3/4, Ost: Steig 5/6) sind am Südostende über einen Querbahnsteig miteinander verbunden. Der zuletzt sanierungsbedürftige, nicht überdachte und kürzere Bahnsteig 1/2 wurde im April 2018 im Rahmen der Bahnhofssanierung abgerissen.
| Gleis | Länge in m | Höhe in cm | Nutzung                               |
| ----- | ---------- | ---------- | ------------------------------------- |
| 1     | -/-        | -/-        | Bahnsteig April 2018 abgerissen       |
| 2     | -/-        | -/-        | Bahnsteig April 2018 abgerissen       |
| 3     | 180 m      | 55 cm      | Züge von und nach Braunschweig Hbf    |
| 4     | 180 m      | 55 cm      | Züge von und nach Hannover Hbf        |
| 5     | 180 m      | 55 cm      | Ausweichgleis                         |
| 6     | 180 m      | 55 cm      | Züge von und nach Kreiensen/Göttingen |

Auf dem Querbahnsteig zwischen dem Eingang zum Empfangsgebäude und der innerbetrieblichen Zuwegung nach Westen wurden um 1975/76 in einem gesonderten Bereich die Treib- und Kuppelradsätze einer DR-Baureihe 01.10 aus dem Besitz der Firma Linke-Hofmann-Busch aufgestellt und am 19. November 2024 entfernt. Sie waren im Mai 1985 kurzfristig an einer Jubiläumslokomotive für die 150-Jahr-Feier der Bahnstrecke in Braunschweig eingesetzt worden, die mit den Bandagen ihrer eigenen Räder Probleme hatte. Die Radsätze wurden an den in Salach ansässigen Verein Faszination Dampf übergeben und sind für die restaurierte Dampflokomotive 01 1104, Baujahr 1940 vorgesehen.

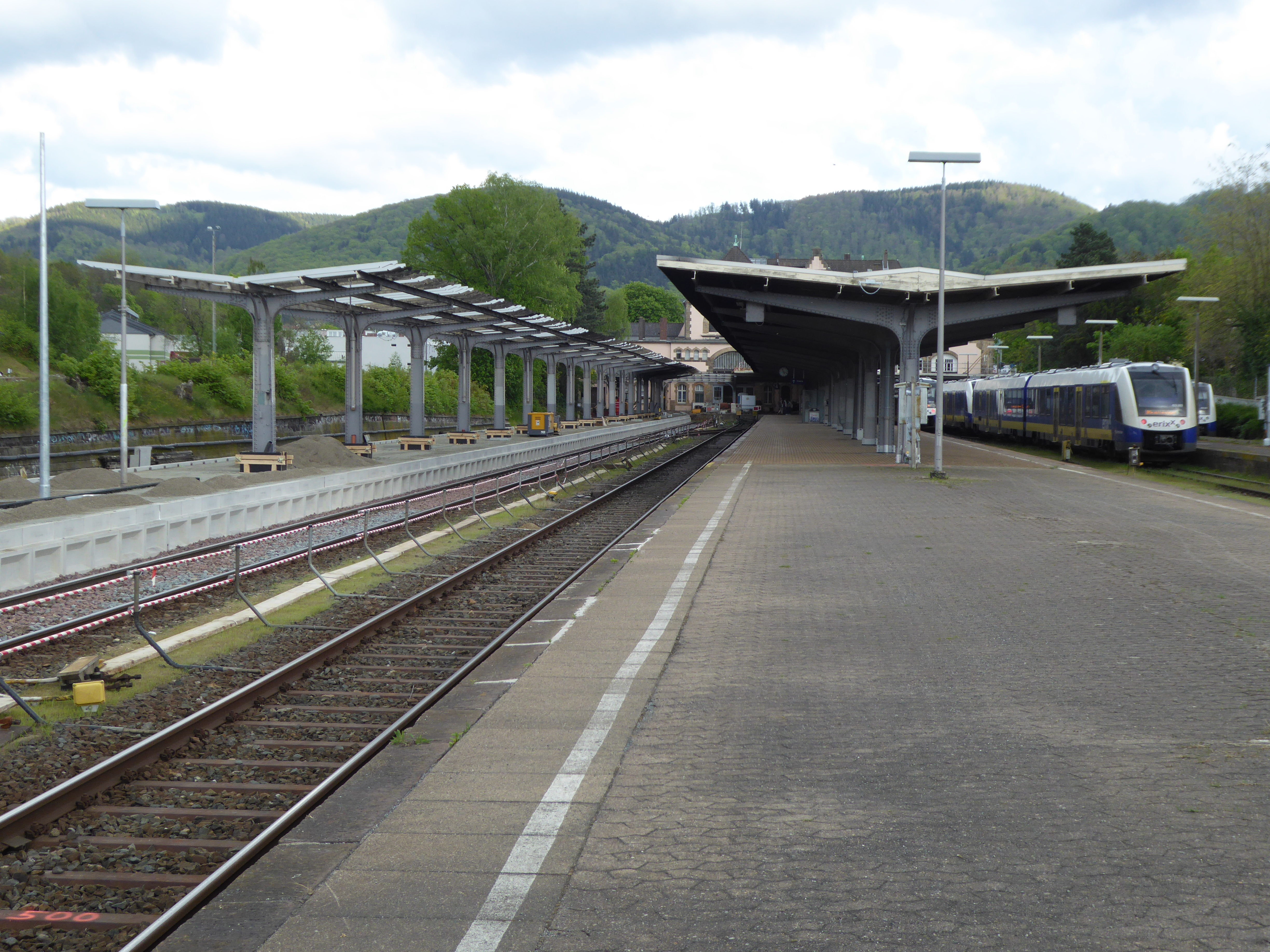
Blick auf die Bahnsteige in Bad Harzburg, Mai 2017. Der Bahnsteig 5/6 wird erneuert. Rechts Triebwagen von Erixx.
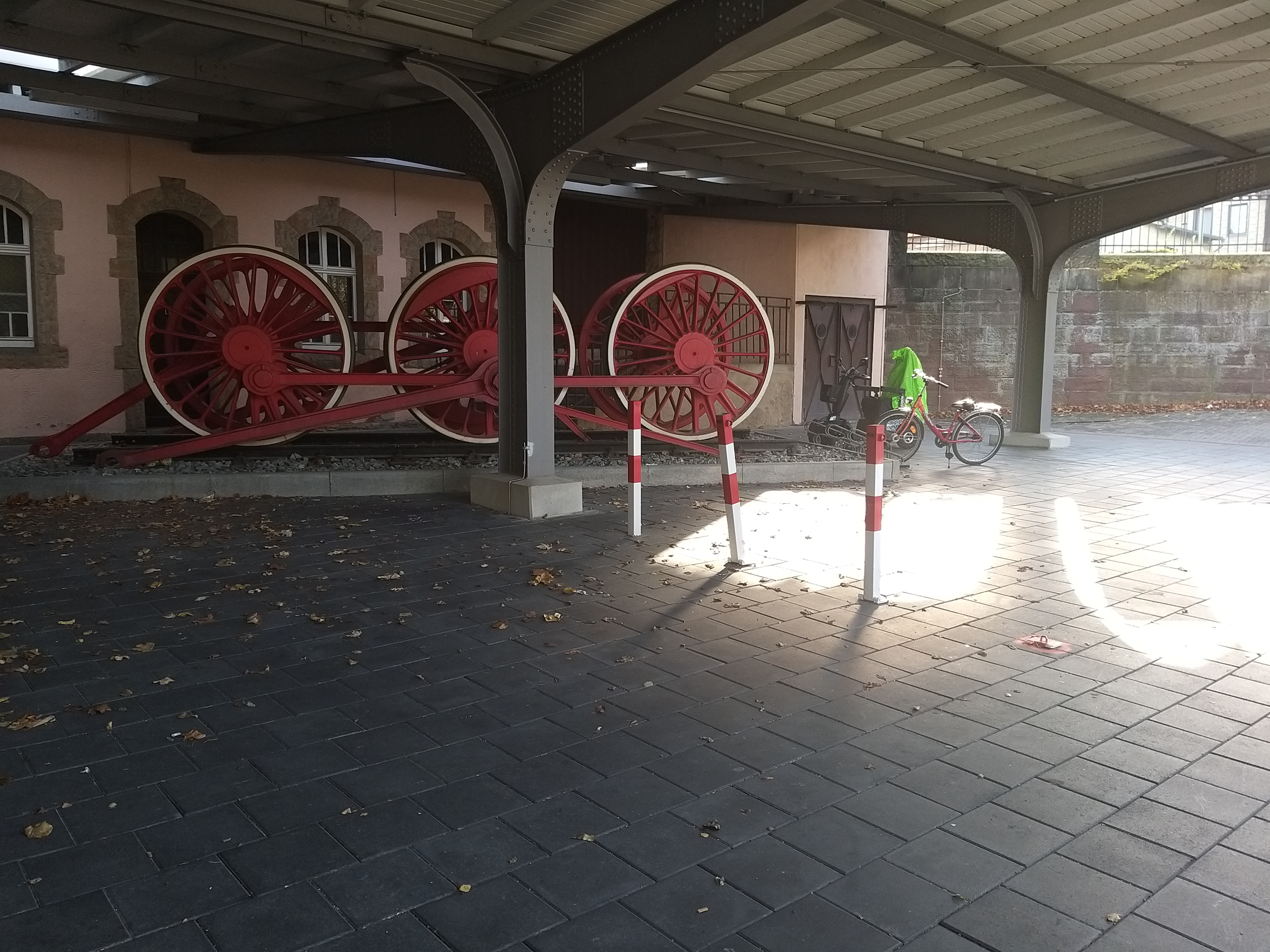
Im November 2024 entfernte Radsatzgruppe auf dem Querbahnsteig, 2019
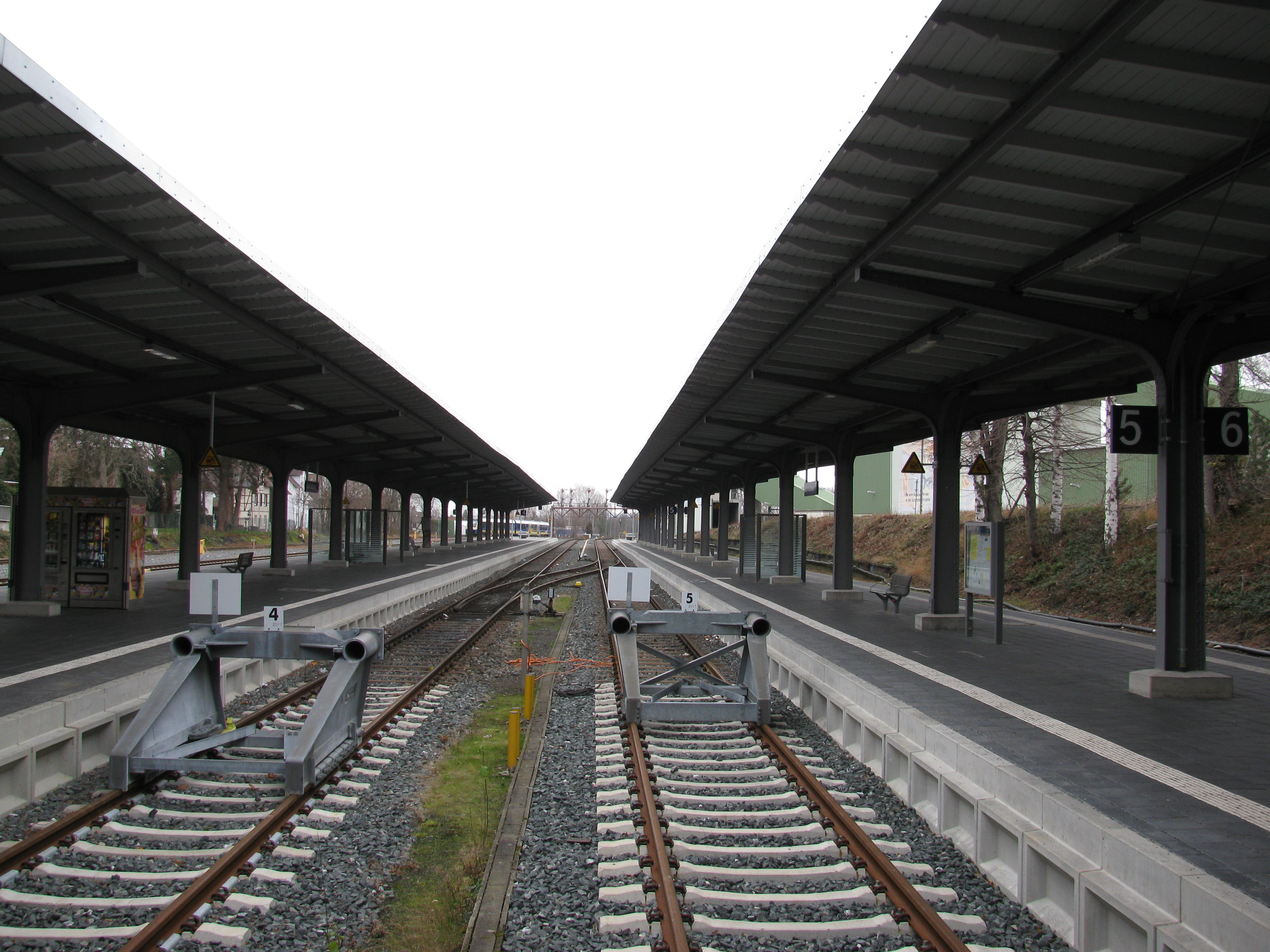
Sanierte und überdachte Bahnsteige 3/4 und 5/6, 2020

### Stellwerk

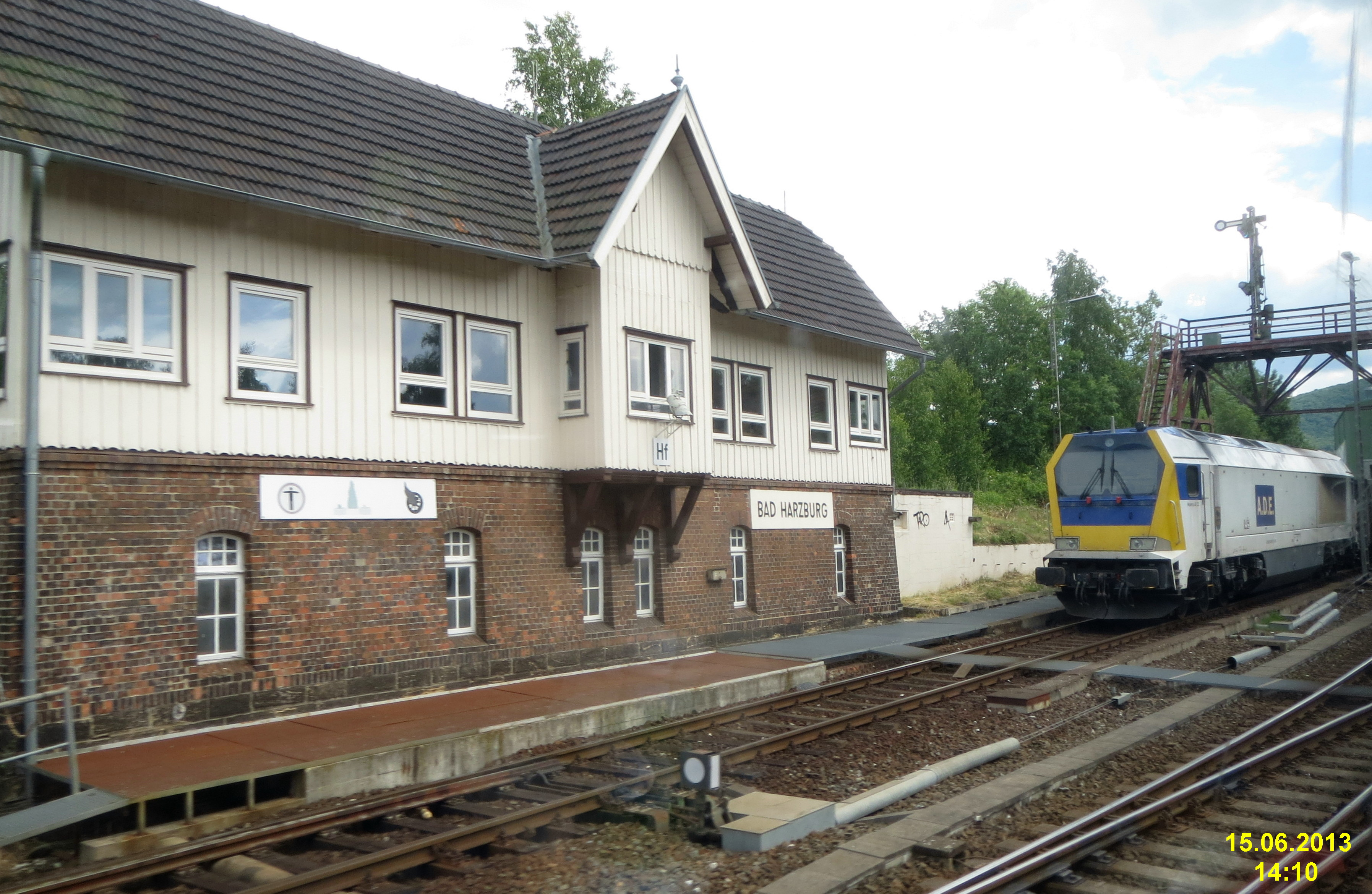
Mechanisches Stellwerk Hf, 2013.

Signale und Weichen werden seit Oktober 2023 vom elektronischen Stellwerk im Bahnhof Göttingen fernbedient und -überwacht. Die Einfahrsignale des Bahnhofs (Esig A und B) befinden sich in Höhe des Bahnübergangs Westeroder Straße, das nicht mehr vorhandene Einfahrsignal aus Richtung Eckertal befand sich etwa in gleicher Höhe. Die Ausfahrsignale der Gleise 3 bis 6 sind nördlich der Bahnsteige und vor der Signalbrücke aufgestellt.
Vorher übernahm diese Aufgabe das mechanische Stellwerk Hf am Bahnhofskopf. Es ging am 17. Mai 1906 in Betrieb. Seit 2006 beabsichtigte DB Netz, das Stellwerk in Bad Harzburg durch das ESTW Harz-Weser in Göttingen zu ersetzen. 2010 wurde mit einer Verzögerung des Vorhabens um bis zu zehn Jahre gerechnet.
Am Bahnübergang Westeröder Straße nordwestlich vom Bahnhof befand sich bis 1990 als markantes Gebäude der Posten A.

### Signalbrücke

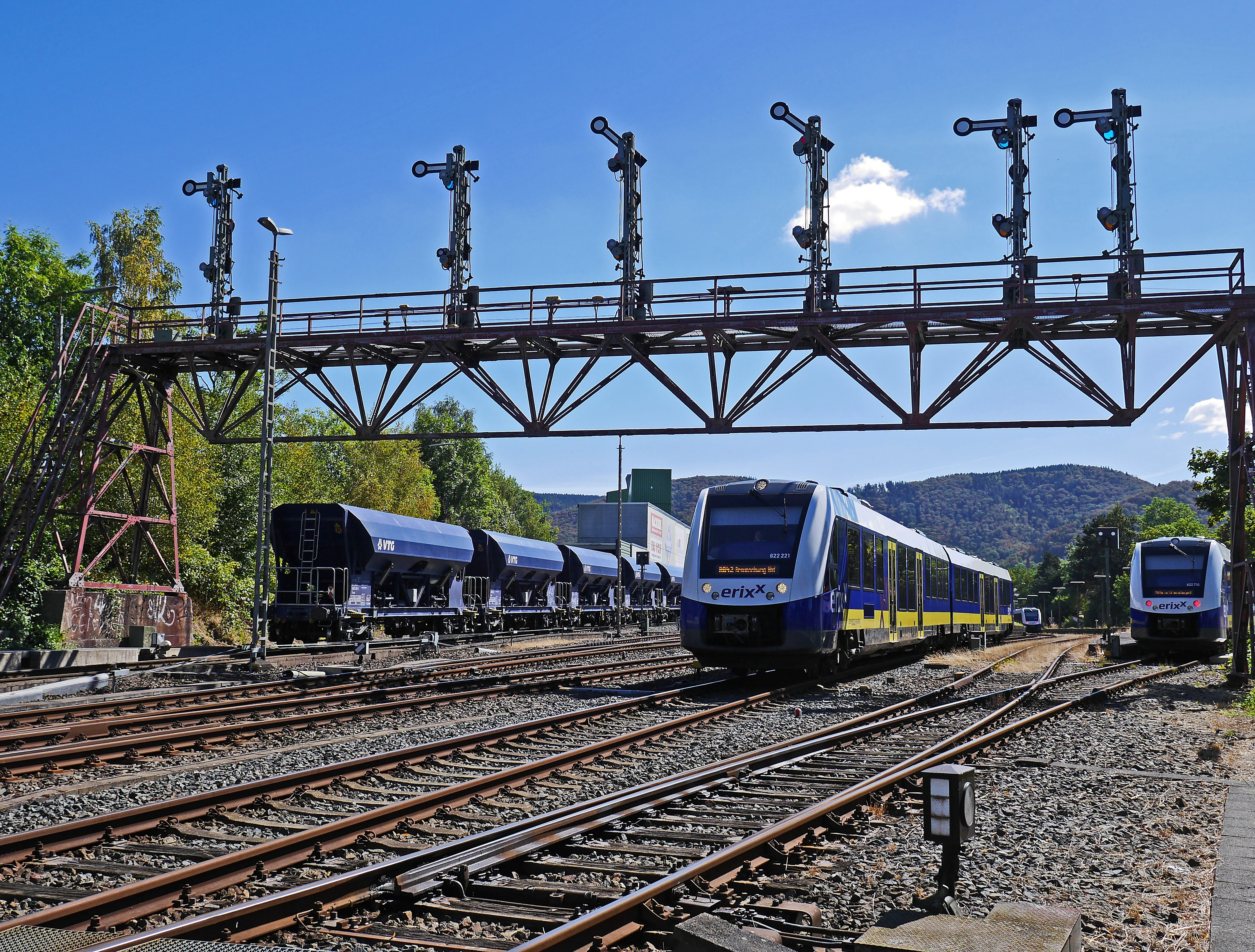
Denkmalgeschützte Signalbrücke mit Formsignalen im Jahrzehnt vor ihrer Außerbetriebnahme, 2016.

Die über die Gleise 1 bis 7 führende und als Industriedenkmal geschützte Signalbrücke wurde wie das Stellwerk Hf 1905 errichtet. Sie hatte ursprünglich sieben, später sechs Signale. Das für das Gleis 6 dienende Signal wurde nach 1970 demontiert. Ausfahrten aus den Gleisen 5 und 6 sowie 7 bis 11 werden über zwei Gruppenausfahrsignale (P5/6 bzw. P7/11) geregelt.
Im Gegensatz zu den anderen Formsignalen dieses Bahnhofes wurden die Formsignale auf dem Bauwerk nicht abgerissen, sondern ausgekreuzt. Der Landkreis Goslar als untere Denkmalschutzbehörde genehmigte am 10. Dezember 2015, die Signale P1 und P2 stehen zu lassen, bei der Umstellung im Oktober 2023 wurde schließlich mit allen übrigen Signalen ebenso verfahren. Die Signalbrücke ist wegen ihres markanten Standortes und ihrer Seltenheit ein begehrtes Fotomotiv.

### Empfangsgebäude

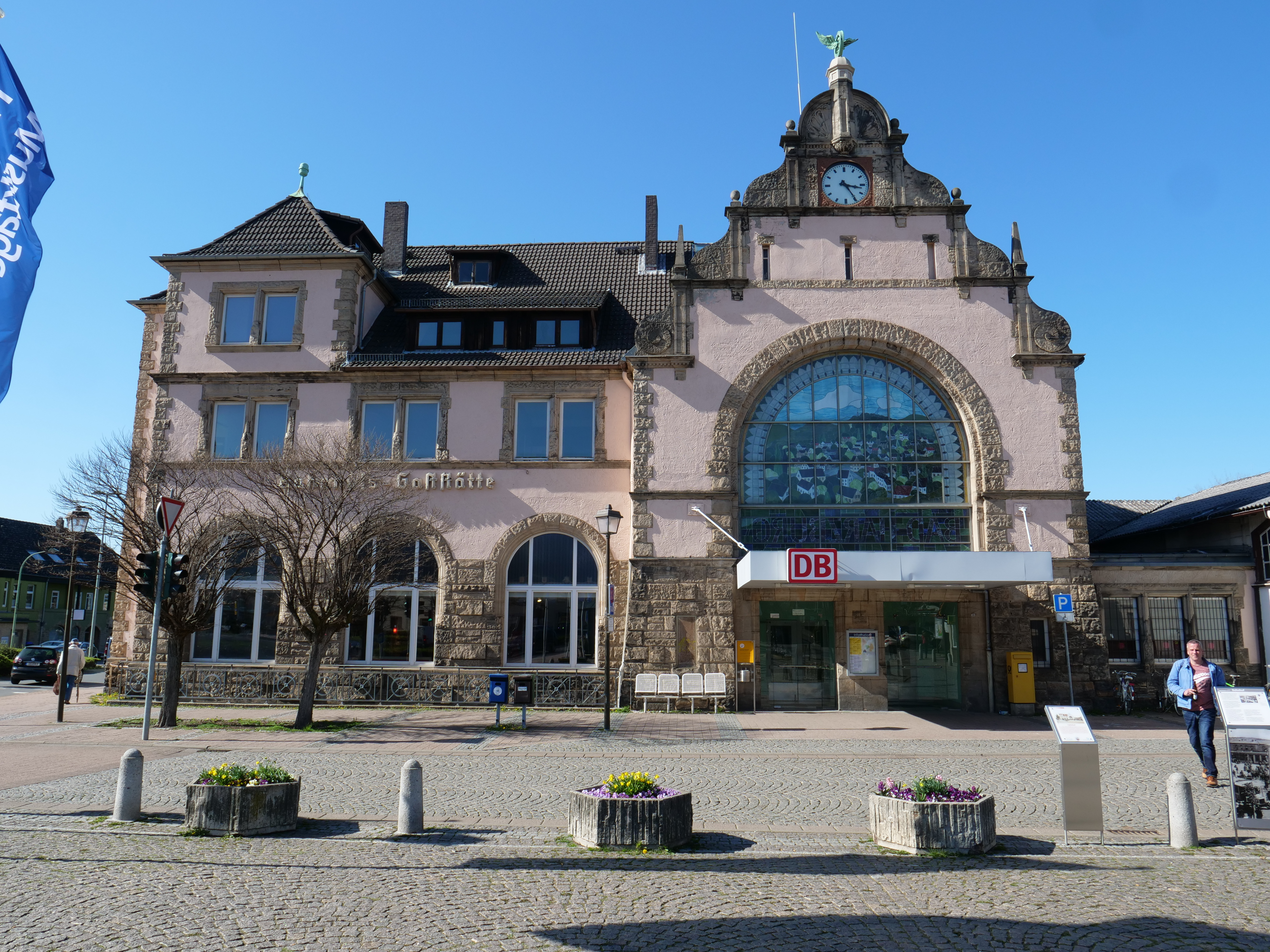
Das Empfangsgebäude vom Bahnhofsplatz aus, 2019.

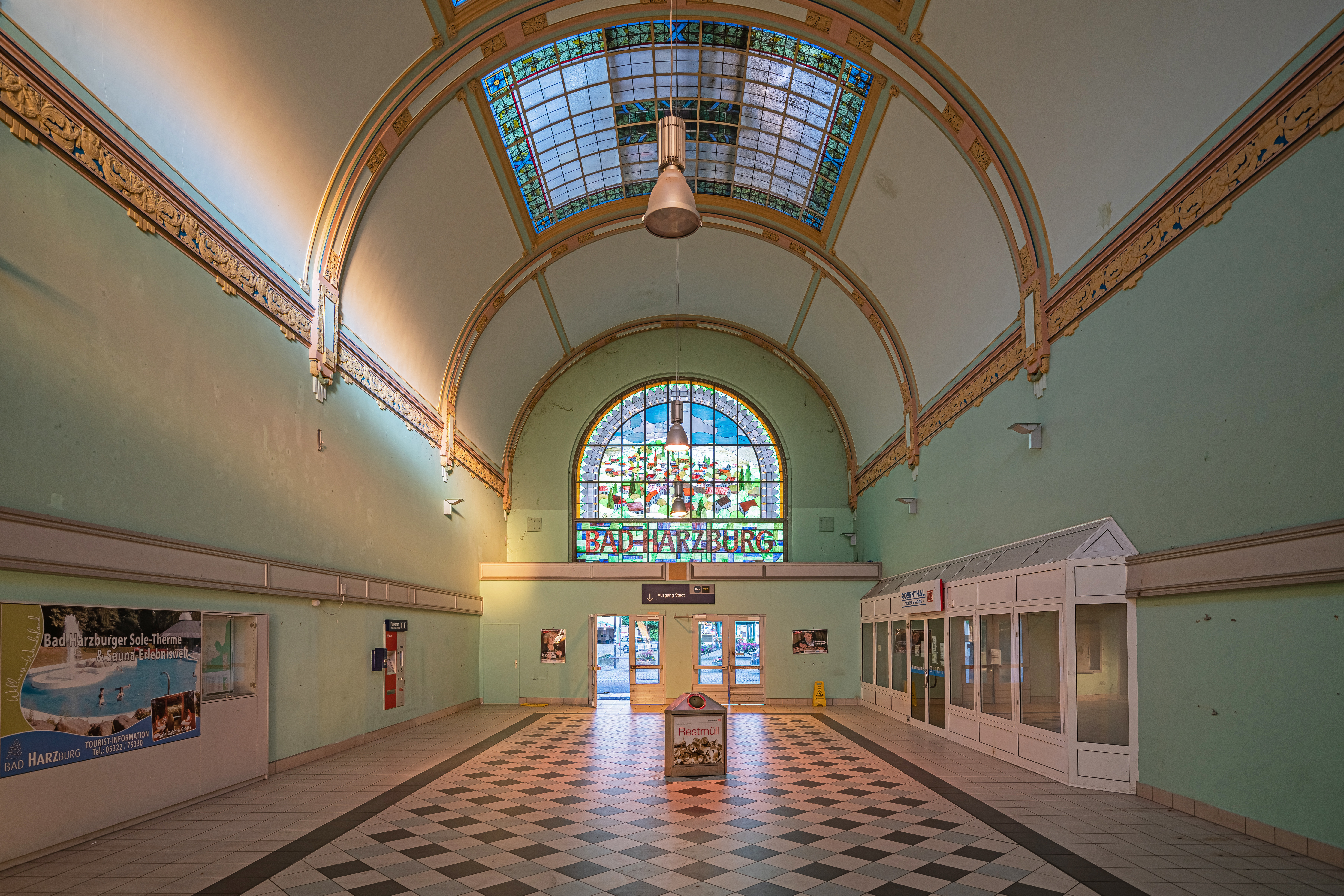
Interieur

Das Empfangsgebäude wurde 1905 südlich der Gleise erbaut und steht unter Denkmalschutz. Seine Fassade ist im Neorenaissancestil gehalten; das Interieur im Jugendstil.
Das Bahnhofsgebäude wurde Ende 2017 von der in Frankfurt am Main ansässigen Firma Ædificia Infrastruktur- und Entwicklungsgesellschaft mbH gekauft. Das Unternehmen kündigte im Februar 2020 an, das Gebäude in ein Rucksackhotel mit angeschlossenem Bäcker umnutzen zu wollen. Diese Pläne scheiterten, als Grund wurde die COVID-19-Pandemie in Deutschland angegeben. Aedificia wurde von der in Wiesbaden ansässigen Sohoco Immobilienverwaltungs GmbH & Co. KG übernommen. Das Unternehmen strebte laut eigener Aussage ab 2021 die Vermietung verfügbarer Räumlichkeiten in drei Geschossen an.
Im November 2023 musste der Innensaal einige Wochen lang wegen struktureller Probleme im Dachbereich vollständig gesperrt werden. Im Dezember 2023 erfolgte eine Teilfreigabe, nachdem der Weg zum Fahrstuhl durch ein Schutzgerüst gesichert worden war.

## Nächste Stationen
- Richtung Kreiensen: Bahnhof Oker
  - bis Mai 1987: Bahnhof Harlingerode
  - bis Juni 1976: Haltepunkt Schlewecke (Harz)
- Richtung Braunschweig: Bahnhof Vienenburg
- stillgelegt: Richtung Halberstadt: Bahnhof Eckertal, bis 1955
  - bis 1917: Haltepunkt Westerode